# 7714 Briccialdi
7714 Briccialdi è un asteroide della fascia principale. Scoperto nel 1996, presenta un'orbita caratterizzata da un semiasse maggiore pari a 2,2739674 au e da un'eccentricità di 0,1511376, inclinata di 1,48008° rispetto all'eclittica.
L'asteroide è dedicato al flautista italiano Giulio Briccialdi.